# Гонсалес Брасейро, Игнасио
Хуа́н Игна́сио Гонса́лес Брасе́йро (исп. Juan Ignacio González Brazeiro; родился 5 ноября 1993 года, Тарарирас) — уругвайский футболист, полузащитник клуба «Пайсанду».

## Биография
Гонсалес — воспитанник клуба «Данубио». 19 ноября 2012 года в матче против «Сентраль Эспаньол» он дебютировал в уругвайской Примере. 12 мая 2013 года в поединке против столичного «Ривер Плейта» Игнасио забил свой первый гол за «Данубио». В своём первом сезоне Гонсалес помог клубу выиграть чемпионат.
В 2015 году Гонсалес стал победителем Панамериканских игр в Канаде. На турнире он сыграл в матчах против Тринидада и Тобаго, Парагвая, Бразилии и дважды Мексики.

## Достижения
- Чемпион Уругвая (1): 2013/14
- Победитель Панамериканских игр (1): 2015